# قزاق‌لار (فضولی)
قزاق‌لار (به لاتین: Qazaxlar) یک منطقه مسکونی در جمهوری آذربایجان است که در شهرستان فضولی واقع شده است. قزاق‌لار ۸۴۳ نفر جمعیت دارد.